# 5 Kubański Kozacki Pułk Kawalerii
5 Kubański Kozacki Pułk Kawalerii (ros. 5-й Кубанский казачий кавалерийский полк) – oddział wojskowy Wehrmachtu złożony z Kozaków podczas II wojny światowej
Został sformowany w sierpniu 1942 r. w obozie zbiorczym dla Kozaków w Szepietowce na Ukrainie jako 5 Kubański Pułk Kozacki. Od września tego roku pełnił zadania ochronne w Mikołajowie. Od wiosny 1943 r. działał na tyłach Grupy Armii "Południe" jako 5 Kubański Kozacki Pułk Kawalerii. Jesienią tego roku podzielono go na I/5 Dywizjon Konny i II/5 Batalion Piechoty, które działały oddzielnie. Na pocz. 1944 r. przeniesiono je do okupowanej południowej Francji, gdzie weszły w skład 5 Ochotniczego Pułku Kadrowego Ochotniczej Dywizji Kadrowej.